# Guérilla de Ñancahuazú
Pour les articles homonymes, voir ELN et Armée de libération nationale.
La guérilla de Ñancahuazú (espagnol : Ejército de Liberación Nacional de Bolivia, ELN) est une guérilla marxiste-léniniste lancée en 1966, deux ans après le coup d'État du général René Barrientos Ortuño, par l'Argentin Che Guevara, dans le cadre de la stratégie du foco (foyer révolutionnaire rural). La Bolivie, « cœur de l'Amérique », avait été choisie en raison de sa position centrale et de la possibilité de faire tache d'huile sur les pays adjacents : en effet, bien que conçue en tant que « mouvement de libération nationale », l'ELN était aussi dotée, comme le signale également sa composition, d'une très forte composante panaméricaniste et, plus généralement, internationaliste.
Plus ou moins soutenue par le régime castriste, elle s'avéra rapidement un échec, avec l'arrestation de la plupart de ses membres (dont Régis Debray) et l'exécution du Che en octobre 1967, deux mois après celle de la seule femme du groupe, Haydee Tamara Bunke Bider, alias Tania, tuée au cours d'une embuscade également fatale à Juan Vitalio Acuña Núñez.
Beaucoup s'accordent à dire que l'échec de Guevara s'explique largement par son absence de prise en compte de la spécificité amérindienne de la population bolivienne, qui vivait dans des conditions rurales très dures, n'ayant guère accès aux médias de masse permettant d'avoir connaissance du contexte politique mondial. Cet échec eut des conséquences importantes pour les autres mouvements révolutionnaires du continent, qui ont pu choisir, à l'instar des Forces armées révolutionnaires argentines, des stratégies davantage nationales.

## Chronologie

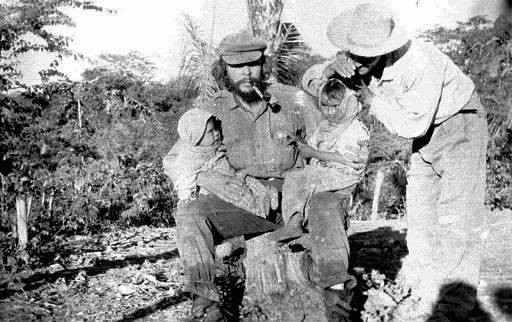
Che Guevara en Bolivie.

Racontant cette guérilla, le Journal du Che en Bolivie commence le 7 novembre 1966, jour qui voit l'installation de Guevara accompagné de trois autres guérilleros dans une ferme qui leur servira de campement. Le Ñancahuazú est le nom d'une rivière amazonienne, donné à une région enclavée et sous-développée, où les guérilleros vont éprouver de constantes difficultés pour se ravitailler et se soigner, n'étant pas soutenus par la population locale.
Fin février-début mars 1967, les Tupamaros uruguayens reçoivent, via Ariel Collazo, dirigeant du Mouvement révolutionnaire oriental (MRO), puis à travers le Parti communiste uruguayen, la proposition de rejoindre la guérilla guévariste. Seul un membre du MLN-T accepte, tandis que les autres suivent Raúl Sendic, qui déclare : « C'est ici que nous avons une tâche à remplir. »
Le Journal du Che se termine le 7 octobre 1967, veille du jour où le seul groupe restant de la guérilla est décimé par l'armée bolivienne près du village de La Higuera, ne laissant que cinq survivants. Guevara est exécuté le 9 octobre 1967.

## Les cinq survivants d'octobre 1967
Cinq membres de la guérilla parvinrent à s'échapper en octobre 1967 et s'enfuirent au Chili, où ils furent arrêtés par les autorités locales et transférés à Santiago. Après une campagne de presse organisée par la gauche chilienne et notamment par le président du Sénat Salvador Allende, le gouvernement démocrate chrétien d'Eduardo Frei Montalva accepta de les libérer, donnant une fin de non-recevoir à la demande d'extradition déposée par la Bolivie. Afin de rejoindre Cuba alors qu'aucun des voisins continentaux du Chili n'était disposé à accepter leur passage, ils furent transférés aux autorités françaises à Tahiti, territoire accessible directement depuis l'île de Pâques chilienne. Pour garantir leur sécurité, Allende les accompagna dans l'avion.
Les cinq survivants connurent par la suite des trajectoires diverses :
- Inti (« Soleil » en quechua), alias Guido Álvaro Peredo Leigue (es), qui revint dans son pays, écrivit le seul compte-rendu de la guérilla vue par un Bolivien, avant d'être tué le 9 septembre 1969 à La Paz alors qu'il essayait de réorganiser la guérilla ;
- le Bolivien David Adriazola Veizaga (es), qui revint également dans son pays, fut tué par la police le 31 décembre 1969, alors qu'il travaillait, en compagnie puis à la suite d'Inti, à la recomposition de l'ELN ;
- le colonel cubain Leonardo Tamayo (es) servit ensuite en Angola et au Nicaragua, et était présent lors du quarantième anniversaire de la mort d'Inti à La Havane[4] ;
- Harry Villegas, Cubain, publia en 1996 Pombo, un hombre de la guerrilla del Che ;
- le Cubain Dariel Alarcón Ramírez (es) servit ensuite dans l'armée cubaine avant de s'exiler à Paris en 1994, désillusionné par le castrisme. Auteur de mémoires critiques à l'égard des processus révolutionnaires des années 1960, il a serré la main de l'ancien agent de la CIA Félix Rodríguez, qui avait participé à la capture du Che. Il est mort le 24 mars 2016.

## Tentatives de réorganisation
Après la réapparition d'Inti (es), les Forces armées révolutionnaires argentines eurent des débats avec les quelques membres de l'ELN qui souhaitaient, en conformité avec la théorie « orthodoxe » du foco, que toutes les organisations armées apportent leur soutien à l'ELN, sous une direction unique, afin d'étendre ensuite la Révolution au continent. Les FAR s'opposèrent à cette conception, soulignant l'importance des particularités nationales, du caractère organisé du mouvement ouvrier argentin, et de la nécessité d'en tenir compte pour amorcer dès cette époque le processus révolutionnaire en Argentine.
Monika Ertl aurait ensuite tenté de réorganiser l'ELN en même temps qu'elle préparait, selon Régis Debray, l'enlèvement du nazi Klaus Barbie, qui travaillait alors pour la dictature bolivienne. Cependant elle fut rapidement arrêtée puis exécutée, à La Paz, le 12 mai 1973.
En août 1973, l'ELN s'intégra à la Junte de coordination révolutionnaire (JCR) aux côtés du MIR chilien, des Tupamaros uruguayens et de l'ERP argentin (trotskyste). Cette JCR n'eut cependant jamais d'efficacité réelle, et l'opération Condor organisée par les dictatures latino-américaines, ainsi que la « guerre sale », conduisirent rapidement à l'élimination de la plupart de ces groupes.